# Hypodactylus
Genre
Synonymes
- Isodactylus Hedges, Duellman & Heinicke, 2008

Hypodactylus est un genre d'amphibiens de la famille des Craugastoridae.

## Répartition
Les 12 espèces de ce genre se rencontrent au Pérou, en Équateur et en Colombie.

## Liste des espèces
Selon Amphibian Species of the World (4 juillet 2014) :
- Hypodactylus adercus (Lynch, 2003)
- Hypodactylus araiodactylus (Duellman & Pramuk, 1999)
- Hypodactylus babax (Lynch, 1989)
- Hypodactylus brunneus (Lynch, 1975)
- Hypodactylus dolops (Lynch & Duellman, 1980)
- Hypodactylus elassodiscus (Lynch, 1973)
- Hypodactylus fallaciosus (Duellman, 2000)
- Hypodactylus latens (Lynch, 1989)
- Hypodactylus lucida (Cannatella, 1984)
- Hypodactylus mantipus (Boulenger, 1908)
- Hypodactylus nigrovittatus (Andersson, 1945)
- Hypodactylus peraccai (Lynch, 1975)

et les espèces incertae sedis
- "Hylodes" verrucosus Jiménez de la Espada, 1875
- "Hylodes" philippi Jiménez de la Espada, 1875

## Publication originale
- Hedges, Duellman & Heinicke, 2008 : New World direct-developing frogs (Anura: Terrarana): molecular phylogeny, classification, biogeography, and conservation. Zootaxa, no 1737, p. 1-182 (texte intégral).